# Gisela Seelhorst
Gisela Seelhorst (* 24. Dezember 1919 in Dresden; † 6. April 2013) war eine deutsche Autorin.

## Leben und Werk
Gisela Seelhorst schrieb die Jugendbücher In Afrika ist alles anders (1967) und Momolu (1971) sowie den Roman Die Kommode (2002). Unter den Pseudonymen Diane Meerfeldt und Esther Nolten veröffentlichte sie darüber hinaus zahlreiche Trivialromane.